# 24066 Eriksorensen
24066 Eriksorensen è un asteroide della fascia principale. Scoperto nel 1999, presenta un'orbita caratterizzata da un semiasse maggiore pari a 2,5450751 UA e da un'eccentricità di 0,0509696, inclinata di 1,87879° rispetto all'eclittica.